# Brandon Slay
Brandon Slay (né le 14 octobre 1975 au Texas) est un lutteur américain. Il combat lors des Jeux olympiques d'été de 2000 dans la catégorie de poids des welters en lutte libre et devient champion olympique.
En France, de par l'héritage que Brandon Slay a laissé dans le monde de la lutte, une expression lui rendant hommage est devenue courante dans le milieu: "slay son adversaire". Popularisée par le lutteur espoir Thibault Foy, cette expression traduit une victoire écrasante et sans conteste.

## Palmarès

### Jeux olympiques
- Jeux olympiques de 2000 à Sydney,  Australie
  -  Médaille d'or